# Chika Chukwumerije
Chika Yagazie Chukwumerije (Lagos, 30 de diciembre de 1983) es un deportista nigeriano que compitió en taekwondo. 
Participó en tres Juegos Olímpicos de Verano, entre los años 2004 y 2012, obteniendo una medalla de bronce en Pekín 2008, en la categoría de +80 kg. En los Juegos Panafricanos de 2011 consiguió una medalla de plata.
Ganó dos medallas de bronce en el Campeonato Africano de Taekwondo en los años 2003 y 2014.

## Palmarés internacional
| Juegos Olímpicos    | Juegos Olímpicos    | Juegos Olímpicos  | Juegos Olímpicos |
| Año                 | Lugar               | Medalla           | Categoría        |
| ------------------- | ------------------- | ----------------- | ---------------- |
| 2008                | Pekín (China)       | Medalla de bronce | +80 kg           |
| Juegos Panafricanos |                     |                   |                  |
| Año                 | Lugar               | Medalla           | Categoría        |
| 2011                | Maputo (Mozambique) | Medalla de plata  | +87 kg           |
| Campeonato Africano |                     |                   |                  |
| Año                 | Lugar               | Medalla           | Categoría        |
| 2003                | Abuya (Nigeria)     | Medalla de bronce | +84 kg           |
| 2014                | Túnez (Túnez)       | Medalla de bronce | +87 kg           |